# António Olavo Monteiro Tôrres
António Olavo Monteiro Tôrres foi um administrador colonial português que exerceu o cargo de Governador no antigo território português subordinado a Macau de Timor-Leste entre 1848 e 1851, tendo sido antecedido por Julião José da Silva Vieira e sucedido por José Joaquim Lopes Lima.